# サワンカローク駅
サワンカローク駅（サワンカロークえき、タイ語:สถานีรถไฟสวรรคโลก）は、タイ王国北部スコータイ県サワンカローク郡にある、タイ国有鉄道北本線サワンカローク支線の駅である。

## 概要
スコータイ県の人口約8万6千人が暮らすサワンカローク郡にある。駅の正面側は北西向きであり、ヨム川の東側に位置する。クルンテープ駅（バンコク）より487.14km地点に位置し、特急列車利用で7時間5分である。
三等駅であり、1日当たり2列車（1往復）が発着し、その内訳は特急1往復のみである。クルンテープ駅を発車した第3特急列車がバーンダーラー駅に到着後、方向転換をしてサワンカローク支線に入り当駅に到着する。その後再び方向転換し折り返しの第3特急列車となり、終点のシラアット駅に向け出発するというダイヤである。シラアット駅に到着後折り返しのクルンテープ行き第4特急列車となるが、復路ではサワンカローク支線に入線することなくそのまま終着駅に向かう。
スコータイ県では数少ない鉄道駅であり、郡庁所在地であるタムボン・ムアンサワンカロークの中心部に立地しているが、県の代表駅としては実質上機能していない。当駅の所在するサワンカローク郡の北方約15kmにシーサッチャナーライ歴史公園、また南方約40kmにスコータイ歴史公園といったユネスコ世界遺産が存在するが、これらの観光地を訪れるに際しても当駅を利用する合理性は殆どなく、ダイヤ構成の不便さも相俟って当駅発着による鉄道でのアクセスは至って不便である。スコータイ県の県庁所在地であるムアンスコータイ郡へはタイ各地の主要都市からはバスを利用するのが一般的であり、仮に鉄道を利用するとしてもピッサヌローク駅で下車後、バス等を利用するのが一般的である。

## 歴史
1909年8月15日に北本線のバーンダーラー分岐駅より建設されたサワンカローク支線が完成し、それに伴い当駅が終点として開業した。
- 1909年8月15日：バーンダーラー分岐駅 - サワンカローク駅間開通に伴い開業。

## 駅構造
単式1面のホーム1面1線をもつ地上駅であり、木造の駅舎はホームに面している。

## 駅周辺

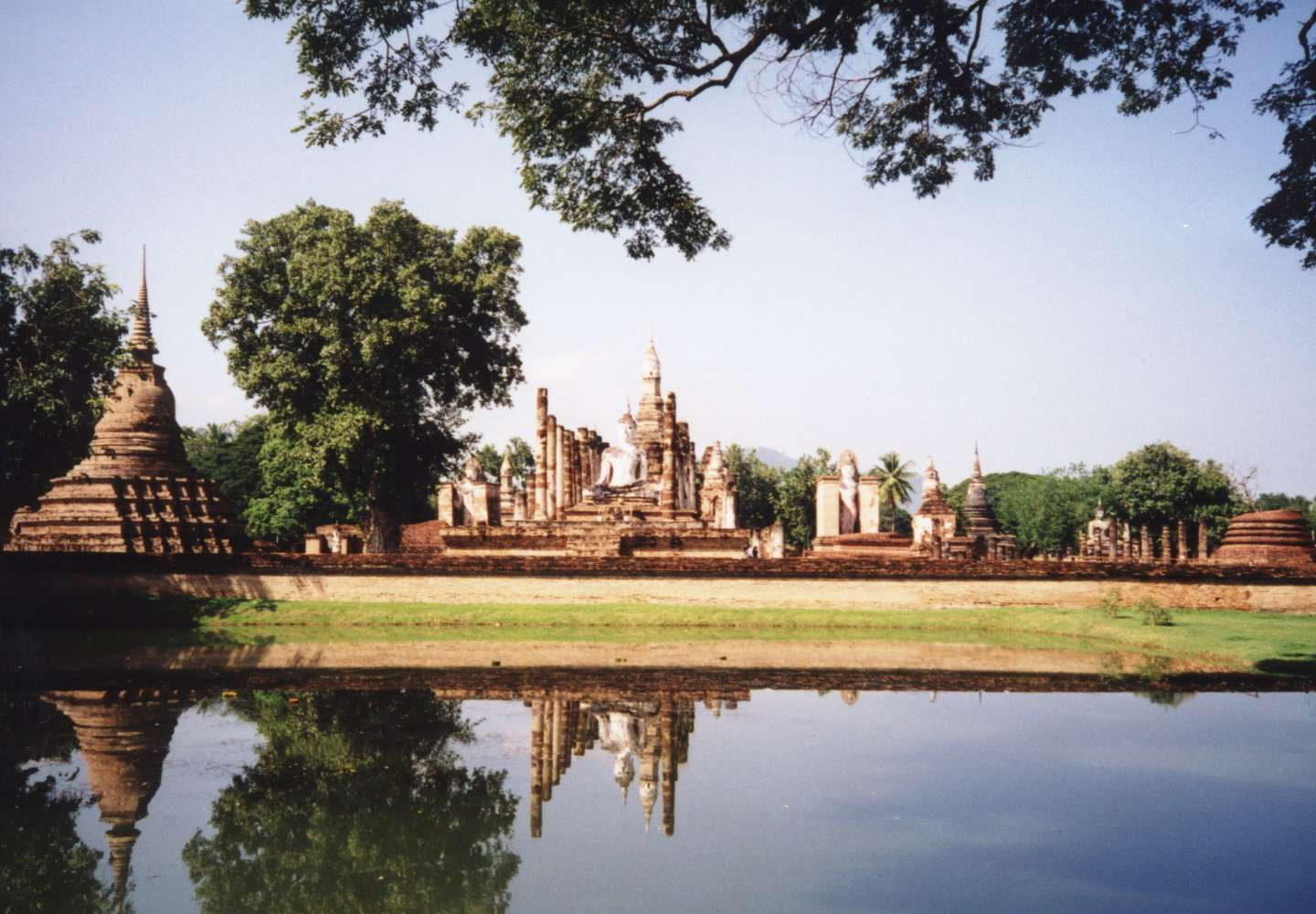
スコータイ歴史公園

- スコータイ空港 (12km)
- スコータイ歴史公園 (40km)